# Vila do Bispo
Vila do Bispo és un municipi portuguès, situat al districte de Faro, a la regió d'Algarve i a la subregió de l'Algarve. L'any 2004 tenia 5.381 habitants. Limita al nord amb Aljezur, al nord-est amb Lagos i al sud-oest amb l'oceà Atlàntic.

## Població
| Població del concelho de Vila do Bispo (1801 – 2004) | Població del concelho de Vila do Bispo (1801 – 2004) | Població del concelho de Vila do Bispo (1801 – 2004) | Població del concelho de Vila do Bispo (1801 – 2004) | Població del concelho de Vila do Bispo (1801 – 2004) | Població del concelho de Vila do Bispo (1801 – 2004) | Població del concelho de Vila do Bispo (1801 – 2004) | Població del concelho de Vila do Bispo (1801 – 2004) | Població del concelho de Vila do Bispo (1801 – 2004) |
| ---------------------------------------------------- | ---------------------------------------------------- | ---------------------------------------------------- | ---------------------------------------------------- | ---------------------------------------------------- | ---------------------------------------------------- | ---------------------------------------------------- | ---------------------------------------------------- | ---------------------------------------------------- |
| 1801                                                 | 1849                                                 | 1900                                                 | 1930                                                 | 1960                                                 | 1981                                                 | 1991                                                 | 2001                                                 | 2004                                                 |
| 684                                                  | 3 278                                                | 4 912                                                | 6 082                                                | 5 988                                                | 5 700                                                | 5 762                                                | 5 349                                                | 5 381                                                |

## Freguesies
- Barão de São Miguel
- Budens
- Raposeira
- Sagres
- Vila do Bispo